# Dichochrysa collartina
Dichochrysa collartina is een insect uit de familie van de gaasvliegen (Chrysopidae), die tot de orde netvleugeligen (Neuroptera) behoort. 
Dichochrysa collartina is voor het eerst wetenschappelijk beschreven door Navás in 1932.